# 野鸭塘石头城寨旧址
野鸭塘石头城寨旧址，位于中国广东省湛江市廉江市石角镇野鸭塘楠木水村，为湛江市廉江市的一个市级文物保护单位，类型为古建筑，公布时间为1987年12月1日。
野鸭塘石头城寨旧址的历史年代为清代。